# Jason White
Jason White (ur. 11 listopada 1973 w Little Rock) – amerykański gitarzysta i basista.
Razem z Billiem Joe Armstrongiem, jego żoną Adrienne, Jimem Thiebaudem oraz Lynn Parkerem założył studio nagrań "Adeline Records". Pracę z zespołem Green Day rozpoczął w 1999 r., kiedy podczas tworzenie płyty "Warning:" potrzebne były dwie warstwy gitarowe. W latach 2012–2016 był oficjalnym członkiem zespołu. Zespoły, w których udziela się Jason White to poza tym: The Influents, Pinhead Gunpowder, The Big Cats, Chino Horde.

## Zespoły
- Chino Horde: (1990-1993)
- Pinhead Gunpowder: (1997–)
- The Big Cats: (1997–)
- The Influents:(1999–2003)
- Step By Step: (1989-1990)
- Monsula: (touring guitarist 1992)
- Green Day: (1999-)
- Foxboro Hot Tubs(2007-)